# Yatarō gasa
Pour plus de détails, voir Fiche technique et Distribution.
Yatarō gasa (弥太郎笠) est un film japonais réalisé par Masahiro Makino, sorti en 1960.

## Synopsis
Fils d'un hatamoto, Yatarō a abandonné le statut de samouraï et mène une vie de yakuza errant. Voyageant avec insouciance à travers le pays, il s'en remet au hasard pour déterminer où le mènent ses pas. Arrivé à un carrefour, il n'hésite pas à jeter son chapeau en l'air pour choisir une direction à prendre.
Le destin le conduit à s'installer quelque temps sous le toit du chef Tora dont le clan exploite les forêts environnantes. Une romance se dessine avec Yuki, la fille unique du boss. Un soir de festival, elle se confie à Yatarō. Yuki est inquiète de voir Maki, dont elle doute de la sincérité, devenir sa belle-mère.
Yatarō demande l'aide de son ami d'enfance Kuwayama pour exposer la trahison de Maki et sa liaison secrète avec Daihachi, le chef d'un clan concurrent. Après que Tora, humilié, a mis fin à sa relation avec Maki, Daihachi le fait assassiner puis dépouille son clan de ses exploitations forestières. Lorsqu'il apprend que son ingérence a conduit à la mort de Tora, Yatarō entreprend de le venger et de retrouver les faveurs de Yuki.

## Fiche technique
- Titre original : 弥太郎笠 (Yatarō gasa?)
- Titre : Le Chapeau de bambou de Yataro[1]
- Réalisation : Masahiro Makino
- Scénario : Kōta Kanze et Michihei Muramatsu, d'après un roman de Kan Shimozawa
- Photographie : Shigeto Miki
- Musique : Seiichi Suzuki
- Décors : Chōshirō Katsura
- Montage : Shintarō Miyamoto
- Producteur : Kimiharu Tsujino et Takaya Ogawa
- Société de production : Tōei
- Pays de production :  Japon
- Langue originale : japonais
- Format : noir et blanc — 2,35:1 — 35 mm — son mono
- Genres : Action, drame, yakuza eiga (ninkyo eiga), romance
- Durée : 96 minutes[2]
- Date de sortie : 
  - Japon : 23 février 1960[2]

## Distribution
- Kinnosuke Nakamura : Yatarō
- Satomi Oka (ja) : Yuki
- Sumiko Hidaka : Maki
- Minoru Chiaki : Kichitarō
- Chiyonosuke Azuma (ja) : le magistrat Kuwayama
- Denjirō Ōkōchi : le boss Tora
- Susumu Fujita : le boss Daihachi
- Haruo Tanaka : Terukichi
- Kensaku Hara (ja) : Tamazo
- Kunio Kaga (ja) : Sukegorō